# Antalya Challenger IV 2021
L'Antalya Challenger IV 2021, noto anche come MTA Open, è stato un torneo maschile di tennis giocato sulla terra rossa. È stata la 4ª edizione dell'Antalya Challenger e faceva parte del circuito Challenger del 2021 di categoria Challenger 50, con un montepremi di 31 440 €. Si è giocato alla Megasaray Tennis Academy di Kadriye (nel distretto di Serik) presso Adalia, in Turchia, dal 6 al 12 dicembre 2021.
La settimana precedente si era svolta la terza edizione del torneo, che era a sua volta un Challenger 50. A inizio stagione si erano tenute la prima e la seconda edizione, che erano invece di categoria Challenger 80.

## Partecipanti

### Teste di serie
| Nazionalità          | Giocatore              | Ranking* | Testa di serie |
| -------------------- | ---------------------- | -------- | -------------- |
| Turchia              | Cem İlkel              | 144      | 1              |
| India                | Ramkumar Ramanathan    | 186      | 2              |
| Croazia              | Duje Ajduković         | 251      | 3              |
| Regno Unito          | Ryan Peniston          | 284      | 4              |
| Italia               | Riccardo Bonadio       | 298      | 5              |
| Spagna               | Javier Barranco Cosano | 305      | 6              |
| Bosnia ed Erzegovina | Nerman Fatić           | 307      | 7              |
| Serbia               | Miljan Zekić           | 308      | 8              |
| Russia               | Evgenii Tiurnev        | 319      | 9              |

* Ranking al 29 novembre 2021.

### Altri partecipanti
I seguenti giocatori hanno ricevuto una wild card per il tabellone principale:
- Sarp Ağabigün
- Cem İlkel
- Alexandru Jecan

I seguenti giocatori sono passati dalle qualificazioni:
- Andrey Chepelev
- Cezar Crețu
- Marsel İlhan
- Damien Wenger

I seguenti giocatori sono entrati in tabellone come lucky loser:
- Grigoriy Lomakin
- Jakub Paul
- Oleg Prihodko

## Punti e montepremi
| Torneo    | Torneo              | V     | F     | SF    | QF  | 2T  | 1T  | Q | Q2  | Q1  |
| Singolare | Punti               | 50    | 30    | 15    | 7   | 4   | 0   | 2 | 1   | 0   |
| Singolare | Premi in denaro (€) | 4 400 | 2 600 | 1 550 | 900 | 530 | 320 | – | 160 | 100 |
| Doppio    | Punti               | 50    | 30    | 15    | 7   | –   | 4   | – | –   | –   |
| Doppio    | Premi in denaro (€) | 1 700 | 1 000 | 600   | 350 | –   | 200 | – | –   | –   |

## Campioni

### Singolare
Evgenii Tiurnev ha sconfitto in finale  Oleg Prihodko con il punteggio di 3–6, 6–4, 6–4.

### Doppio
Hsu Yu-hsiou /  Oleksii Krutykh hanno sconfitto in finale  Markos Kalovelonis /  Sanjar Fayziev con il punteggio di 6–1, 7–6(5).